# 2019年山西沁源森林火灾
2019年山西沁源森林火灾指2019年3月在中華人民共和國山西省沁源县发生的两起森林火灾。2019年3月14日，山西省长治市沁源县沁河镇南石村发生一起森林火灾。此次森林火灾造成了6名消防员在扑救过程中死亡，火灾原因为村民在地里耕作时使用明火。2019年3月29日，沁源县王陶乡发生一起森林火灾，未造成人员伤亡。

## 过程
2019年3月14日下午3时35分，山西省长治市沁源县沁河镇南石村发生森林火灾。经2000多人扑救，当日下午6时40分左右，明火被扑灭，火场得到控制。3月15日，县公安部门查明起火原因为沁源县中峪乡东王勇村龙头占自然村村民霍某某在地里耕作时使用明火。而犯罪嫌疑人被县公安局刑事拘留。此次火灾造成6名消防员牺牲。
2019年3月29日下午1时10分，沁源县王陶乡王陶村发生一起森林火灾，过火面积达28.6平方公里，由于大风天气，火势迅速蔓延，经17个小时扑救将火情控制，未造成人员伤亡。

## 伤亡
2019年3月14日发生的森林火灾中，7名沁源县森林消防员在扑救过程中受困，其中6人抢救无效不幸牺牲，1人轻伤。

## 后续
4月4日，山西省政府批准追授扑救沁源县3月14日森林火灾中牺牲的武俊文、阴楷、牛鹏飞、平亚琦、霍成和杨智丞6名消防员为烈士。